# Coordinadora de Centres d'Estudis de Parla Catalana
La Coordinadora de Centres d'Estudis de Parla Catalana (CCEPC) és una associació que agrupa els centres d'estudis locals i comarcals d'arreu dels Països Catalans.
Amb seu a la ciutat de Barcelona aquesta entitat va néixer a Vic el 6 de juny de 1992 a partir del Primer Congrés de Centres d'Estudis de Parla Catalana realitzat a Lleida l'any anterior. En els seus inicis va estar formada per una vintena d'entitats, però avui en dia en formen part més d'un centenar de centres d'arreu de Catalunya, País Valencià, les Illes Balears, la Franja de Ponent i l'Alguer. L'àmbit d'actuació dels centres adherits varia des del funcionament local, passant pel comarcal o el regional, i comprèn tot el camp de les ciències naturals, ciències socials, humanitats i cultura. Actualment aquesta coordinadora assessora i dona suport a la gestió a totes les entitats adherides. L'any 2007 va ser guardonada amb el Premi Nacional de Patrimoni Cultural, concedit per la Generalitat de Catalunya, per haver aixoplugat un centenar d'entitats d'estudis locals i comarcals d'arreu de Catalunya, el País Valencià i les Illes Balears dedicats a tots els àmbits de les ciències i la cultura en general.

## Institut Ramon Muntaner
L'Institut Ramon Muntaner(IRMU) és una fundació privada constituïda el 3 de juliol de 2003 amb seu al Mas de la Coixa de Móra la Nova, a la Ribera d'Ebre. Aquesta entitat neix d'un acord entre la Generalitat de Catalunya i la Coordinadora de Centres d'Estudis de Parla Catalana. El patronat està format per 14 membres repartits equitativament entre els dos organismes. Actualment, disposen localitzats aproximadament uns quatre-cents centres d'estudis en el conjunt dels territoris de parla catalana i els seus projectes i activitats s'adrecen a tots ells.
A l'actualitat, l'IRMU compta amb una base de dades de més de 350 centres i associacions d'estudis, emmarcats dins del territoris dels Països Catalans.
Dins el portal de l'Institut Ramon Muntaner es pot trobar enllaçat el portal de RACO (Revistes Catalanes amb Accés Obert), degut a què des de l'any 2006 l'IRMU col·labora amb RACO penjant-hi les revistes dels centres d'estudis de parla catalana. A més, es pot trobar també enllaçat el portal de Dialnet, atès que des de l'any 2019 l'IRMU col·labora amb Dialnet afegint les revistes dels centres d'estudis associats.
Al portal de l'IRMU es pot trobar en format electrònic la revista Plecs d'història local, suplement de la revista L'Avenç.